# Комиссия по ядерному регулированию
Комиссия по ядерному регулированию (англ. Nuclear Regulatory Commission, NRC) — независимое агентство правительства Соединённых Штатов, которому поручено защищать здоровье и безопасность населения от угроз, связанных с ядерной энергией. Учрежденная «Законом о реорганизации энергетики 1974 года», NRC начала свою деятельность 19 января 1975 года в качестве одного из двух агентств-преемников Комиссии по атомной энергии США. В функции NRC входит надзор за безопасностью и сохранностью реакторов, управление лицензированием и модернизацией реакторов, лицензирование радиоактивных материалов, ядерная безопасность окружающей среды и управление хранением, безопасностью, рециркуляцией и захоронением отработанного ядерного топлива.

## История
До 1975 года вопросами, касающимися радионуклидов, занималась Комиссия США по атомной энергии (англ. United States Atomic Energy Commission, AEC), которая была распущена из-за обвинений, что она чрезмерно поддерживает отрасль, которую ей поручено регулировать. NRC была сформирована как независимая комиссия для надзора за вопросами ядерной энергетики, надзора за ядерной медициной и ядерной безопасностью.
После аварии на АЭС «Фукусима» в 2011 году NRC разработала стратегию управления под названием «Разнообразные и гибкие стратегии преодоления последствий» (англ. Diverse and Flexible Coping Strategies, FLEX), которая призвана обеспечить безопасность реактора и при потере мощности, и при потере теплоносителя. Стратегии FLEX были внедрены на всех действующих атомных электростанциях в США.
Происхождение и развитие процессов и политики регулирования NRC объясняются в пяти томах истории, опубликованных издательством University of California Press:
- Controlling the Atom: The Beginnings of Nuclear Regulation 1946–1962. — 1984. (Управление атомом: начало ядерного регулирования 1946—1962.)
- Containing the Atom: Nuclear Regulation in a Changing Environment, 1963–1971. — 1992. (Содержащие атом: ядерное регулирование в меняющейся среде, 1963—1971)
- Permissible Dose: A History of Radiation Protection in the Twentieth Century. — 2000. (Допустимая доза: история радиационной защиты в двадцатом веке)
- Three Mile Island: A Nuclear Crisis in Historical Perspective. — 2004. (Три-Майл-Айленд: ядерный кризис в исторической перспективе)
- The Road to Yucca Mountain: The Development of Radioactive Waste Policy in the United States. — 2009. (Дорога к горе Юкка: разработка политики в отношении радиоактивных отходов в Соединённых Штатах)

## Задачи
Миссия NRC состоит в том, чтобы регулировать гражданское использование в стране побочных продуктов, исходных и специальных ядерных материалов для обеспечения надлежащей защиты здоровья и безопасности населения, содействия общей обороне и безопасности и защиты окружающей среды. Миссия NRC по регулированию охватывает три основные области:
- Реакторы — коммерческие реакторы для выработки электроэнергии, а также исследовательские и испытательные реакторы, используемые для исследований, испытаний и обучения.
- Материалы — использование ядерных материалов в медицинских, промышленных и академических учреждениях и на объектах, производящих ядерное топливо.
- Отходы — Транспортировка, хранение и захоронение ядерных материалов и отходов, вывод ядерных установок из эксплуатации.[8]

## Структура
NRC возглавляют пять уполномоченных, назначаемых президентом Соединённых Штатов и утверждаемых Сенатом Соединённых Штатов на пятилетний срок. Один из них назначается президентом председателем и официальным представителем комиссии.
NRC состоит из комиссии, с одной стороны, и офиса исполнительного директора по операциям, с другой. Комиссия разделена на два комитета (Консультативный комитет по гарантиям реакторов и Консультативный комитет по медицинскому использованию изотопов) и один Совет (Совет по атомной безопасности и лицензированию), а также восемь офисов персонала комиссии (Управление Комиссии по рассмотрению апелляций, Управление по делам Конгресса, Управление главного юрисконсульта, Управление международных программ, Управление по связям с общественностью, Управление секретаря, Управление финансового директора, Управление исполнительного директора по операциям).
Существует 14 офисов исполнительных директоров по операциям: Управление по безопасности и гарантиям ядерных материалов, Управление по регулированию ядерных реакторов, Управление по исследованиям в области ядерного регулирования, Управление по обеспечению соблюдения законов и регламентов, которое расследует сообщения осведомителей о ядерной энергетике, Управление расследований, Управление ядерной безопасности и реагирования на инциденты, Регион I, Регион II, Регион III, Регион IV, Управление директора по информационным технологиям, Административное управление, Управление главного сотрудника по кадрам и Управление малого бизнеса и гражданские права.
Из этих операционных офисов основными программными компонентами NRC являются первые два офиса, упомянутые выше.
Офисы штаб-квартиры NRC расположены в Норт-Бетесда, штат Мэриленд (хотя в почтовом адресе двух из трех основных зданий комплекса указан город Роквилл, штат Мэриленд), кроме того есть четыре региональных офиса.

### Руководители
С 20 января 2021 года — Кристофер Т. Хэнсон — назначен Президентом США Дж. Байденом.

### Регионы
Для удобства работы, территория США разделена NRC на четыре географических региона (до конца 1990-х годов в Уолнат-Крик, Калифорния, существовал офис в Регионе V, который был присоединен к Региону IV, а Регион V был распущен).
- Регион I, расположенный в Кинг-оф-Праша, штат Пенсильвания, контролирует северо-восточные штаты.
- Регион II, расположенный в Атланте, штат Джорджия, контролирует большую часть юго-восточных штатов.
- Регион III, расположенный в Лайл, штат Иллинойс, контролирует Средний Запад.
- Регион IV, расположенный в Арлингтоне, штат Техас, контролирует западные и южные центральные штаты.

В этих четырёх регионах NRC осуществляет надзор за работой ядерных реакторов США, а именно 94 энергетических реакторов и 31 неэнергетических или исследовательских/испытательных реакторов. Надзор осуществляется на нескольких уровнях.
- На каждой площадке энергетических реакторов есть постоянные инспекторы, которые контролируют повседневную работу.
- Многочисленные специальные инспекционные группы, имеющие множество различных специальностей, регулярно проводят проверки на каждом объекте.

## Система учёта
У NRC есть библиотека, которая в том числе содержит онлайн-коллекции документов. В 1999 году был запущен электронный репозиторий ADAMS, содержащий общеагентскую систему доступа к документам и управления ими. В него включены отчеты об общественных проверках, корреспонденция и другие технические документы, написанные сотрудниками NRC, подрядчиками и лицензиатами. Репозиторий был обновлён в октябре 2010 года и теперь доступен через Интернет. Из документов с 1980 по 1999 г. только некоторые имеют аннотации и/или полные тексты, большинство из которых являются цитатами. Документы до 1980 года доступны в бумажном формате или в формате микрофиш. Копии этих старых документов или секретных документов могут быть получены по запросу согласно FOIA.

## Обучение и аккредитация
NRC проводит аудиты и инспекции обучения, наблюдает за заседаниями Национального совета по ядерной аккредитации и назначает некоторых его членов.
В отчете Комиссии Кемени 1980 года после аварии на Три-Майл-Айленде атомной энергетике рекомендовалось «устанавливать и контролировать свои собственные стандарты качества». В атомной отрасли за 9 месяцев был создан Институт эксплуатации атомной энергетики (INPO) для организации обучения и повышения квалификации персонала. Промышленность через INPO в сотрудничестве с Международным агентством по атомной энергии создала «Национальную академию ядерной учебной программы» (NANT). На своем веб-сайте INPO называет NANT «нашей национальной академией ядерной подготовки». NANT интегрирует и стандартизирует учебные программы INPO и американских ядерных энергетических компаний, предлагает учебные стипендии и взаимодействует с «Национальным советом по ядерной аккредитации».
Закон 1982 года о политике в отношении ядерных отходов в разделе 306 предписывал NRC издавать правила или «другие соответствующие нормативные указания» по обучению персонала атомных станций. Поскольку в ядерной отрасли уже были разработаны системы обучения и аккредитации, в 1985 г. NRC выпустила заявление о политике, одобрив программу INPO. NRC имеет меморандум о соглашении с INPO и «наблюдает за деятельностью INPO, наблюдая за визитами группы по аккредитации и ежемесячными собраниями NNAB».
В 1993 году NRC одобрила отраслевой подход к обучению, который использовался в течение почти десяти лет, посредством своих «Правил обучения». В феврале 1994 г. NRC приняла «Правила переквалификации оператора», позволяющее компаниям- владельцам атомных электростанций проводить проверку продления лицензии оператора каждые шесть лет, отменяя более раннее требование NRC -проведение письменного квалификационного экзамена.
В 1999 году NRC выпустила окончательное правило о первоначальном экзамене на получение лицензии оператора, которое позволяет компаниям готовить, контролировать и оценивать свои собственные экзамены на получение лицензии оператора. Учреждения могут «по письменному запросу» продолжать подготовку и проведение экзаменов персоналом NRC, но если компания добровольно готовит экзамен, NRC продолжает утверждать и проводить его.
С 2000 года встречи между NRC и заявителями или лицензиатами стали открытыми.

## Перспективные энергетические реакторы
В период с 2007 по 2009 год 13 компаний подали заявки в Комиссию по ядерному регулированию за получением лицензий на строительство и эксплуатацию 25 новых ядерных энергетических реакторов в США. Однако аргументы в пользу широкомасштабного строительства атомных электростанций были подорваны из-за обнаружения обильных запасов природного газа. Многие лицензионные заявки на предлагаемые новые реакторы были приостановлены или отменены. В 2013 году были окончательно закрыты четыре реактора: Сан-Онофре 2 и 3 в Калифорнии, Кристал Ривер 3 во Флориде и Кевони в Висконсине. Компания Vermont Yankee в Верноне была закрыта 29 декабря 2014 г. Штат Нью-Йорк в конце концов закрыл АЭС Индиан-Пойнт в Бьюкенене, в 30 милях от Нью-Йорка, 30 апреля 2021 года.
В 2019 году NRC утвердила второе продление лицензии на 20 лет для блоков 3 и 4 АЭС Терки-Пойнт, при этом лицензии были впервые продлены до 80 лет общего срока службы. Аналогичные продления запланированы для примерно 20 реакторов, и в будущем их ожидается больше.

## Споры, опасения и критика
Бирн и Хоффман писали в 1996 году, что с 1980-х годов NRC в целом отдавала предпочтение интересам ядерной промышленности и чрезмерно реагировала на опасения отрасли, не придерживаясь при этом жесткого регулирования. NRC часто стремилась воспрепятствовать или отказать общественности в доступе к процессу регулирования и создала новые барьеры для общественности.
Барак Обама, когда баллотировался в президенты в 2007 году, сказал, что NRC, состоящая из пяти членов, стала «заложницей отраслей, которые она регулирует».
Многочисленные наблюдатели критиковали NRC как пример захвата регулирующих органов, и процесс утверждения агентства был назван «штампом».
Фрэнк Н. фон Хиппель писал в марте 2011 г., что, несмотря на аварию на Три-Майл-Айленде в 1979 г. в Пенсильвании, NRC часто слишком робко обеспечивал безопасную эксплуатацию коммерческих реакторов Америки.
Регулирование ядерной энергетики является хрестоматийным примером проблемы «регулятивного захвата», когда отрасль получает контроль над агентством, призванным её регулировать. Регуляторному захвату можно противопоставить только энергичный общественный контроль и надзор Конгресса, но более чем через тридцать лет после аварии на АЭС Три-Майл-Айленд интерес к ядерному регулированию резко упал.